# Окнянський район
Окня́нський райо́н (у 1923—2016 роках — Красноокнянський район) колишня територіально-адміністративна одиниця на північному заході Одеської області. Районний центр: Окни.
Ліквідований з 17 липня 2020 року відповідно до постанови Верховної Ради України «Про утворення та ліквідацію районів» від 17 липня 2020 року № 807-IX.

## Загальні відомості
Район займав територію площею 1,01 тис. км² (101287 га).
Район межував на півдні і заході з республікою Молдова, на півночі — з Подільським, на сході — з Ананьївським і Захарівським районами Одеської області.
Адміністративним, господарським і культурним центром району було селище міського типу Окни (у 1918—2016 роках — Красні Окни; молд. Ocna — «джерела»), розташоване за 200 км від обласного центру — м. Одеса на річці Ягорлик.
З 1992 року район набув статусу прикордонного, протяжність державного кордону становила 122 км, прикордонна смуга охоплює територію 9 сільських рад, на території яких розміщено 3 відділення прикордонної служби: Відділення прикордонної служби «Чорна», «Ткаченка», «Гулянка», прикордонна застава в с. Новосеменівка та міжнародний митний пост «Платонове — Гоянул Ноу» (Нові Гояни), місцеві пункти пропуску «Федосіївка — Жура», «Дубове-Дубеу» В районному центрі розташована мобільна резервна застава «Окни» Подільського прикордонного загону.

## Географія

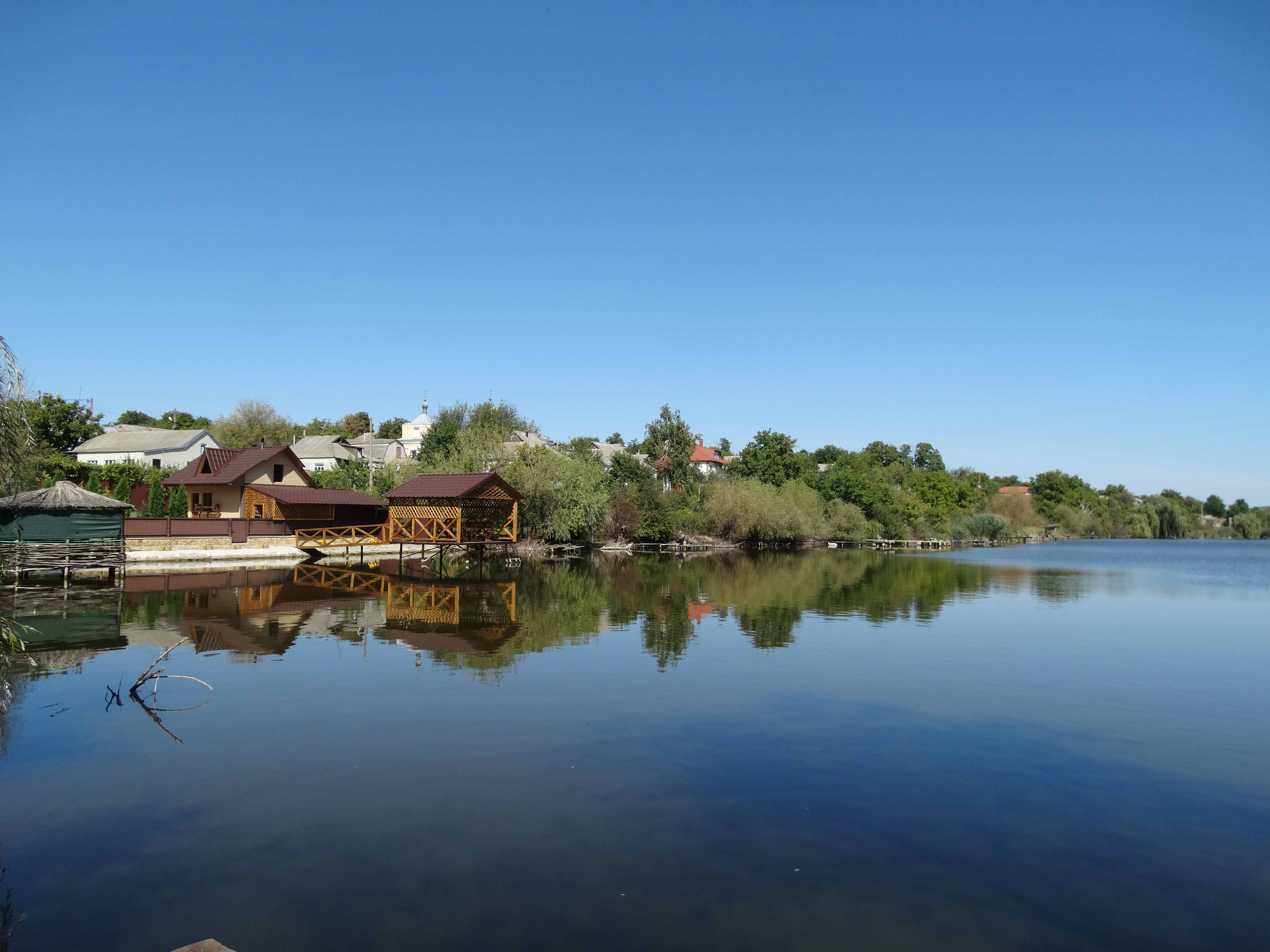
Став на річці Ягорлик у смт Окни

Відповідно до агрокліматичного районування Одеської області більша частина Окнянського району належить до помірно—теплого (північного) агрокліматичного району. Територія району розташована в північній частині Причорноморської низини в межах помірного плато міжріччя Дністер—Південний Буг. Всю територію району за характером рельєфу можна умовно розділити долиною річки Ягорлик на дві частини: західну та східну. Східна частина характеризується спокійнішим пологим, широко — хвилястим рельєфом з добре вираженим плато. Західна частина району підвищена і хвиляста. Ґрунтове покриття району різнобарвне. Переважають потужні середньогумусні чорноземи на песових породах.

## Опис природних ресурсів
На території  колишнього Окнянського району знаходяться такі природні ресурси:
- сільськогосподарські угіддя — 87168,48 га, із них рілля — 61862,46 га, перелоги — 6744,58 га, багаторічні насадження — 686,75 га, сіножаті −2418,24 га, пасовища-15456,45 га.
- Природний потенціал району — пісок, глина та вапняк є основною сировиною для виробництва каменю, цементу.

## Демографія
- 1926 — 41 249
- 1939 — 23 269 (у т.ч. с. Красні Окни 4617)

Розподіл населення за віком та статтю (2001):
| Стать | Всього | До 15 років | 15-24 | 25-44 | 45-64 | 65-85 | Понад 85 |
| --- | ------ | ----------- | ----- | ----- | ----- | ----- | -------- |
| Чоловіки | 10 681 | 2579        | 1461  | 3112  | 2396  | 1082  | 51       |
| Жінки | 12 197 | 2452        | 1366  | 3088  | 2862  | 2200  | 229      |
| \| Статево-вікова піраміда \| Статево-вікова піраміда \| Статево-вікова піраміда \| \| ----------------------- \| ----------------------- \| ----------------------- \| \| Чоловіки \| Вік \| Жінки \| \| 51 \| 85 + \| 229 \| \| 67 \| 80-84 \| 223 \| \| 187 \| 75-79 \| 610 \| \| 357 \| 70-74 \| 686 \| \| 471 \| 65-69 \| 681 \| \| 716 \| 60-64 \| 941 \| \| 364 \| 55-59 \| 493 \| \| 580 \| 50-54 \| 707 \| \| 736 \| 45-49 \| 721 \| \| 818 \| 40-44 \| 791 \| \| 770 \| 35-39 \| 802 \| \| 768 \| 30-34 \| 761 \| \| 756 \| 25-29 \| 734 \| \| 709 \| 20-24 \| 682 \| \| 752 \| 15-20 \| 684 \| \| 1067 \| 10-14 \| 946 \| \| 832 \| 5-9 \| 850 \| \| 680 \| 0-4 \| 656 \| |        |             |       |       |       |       |          |
| Статево-вікова піраміда |        |             |       |       |       |       |          |
| Чоловіки | Вік    | Жінки       |       |       |       |       |          |
| 51 | 85 +   | 229         |       |       |       |       |          |
| 67 | 80-84  | 223         |       |       |       |       |          |
| 187 | 75-79  | 610         |       |       |       |       |          |
| 357 | 70-74  | 686         |       |       |       |       |          |
| 471 | 65-69  | 681         |       |       |       |       |          |
| 716 | 60-64  | 941         |       |       |       |       |          |
| 364 | 55-59  | 493         |       |       |       |       |          |
| 580 | 50-54  | 707         |       |       |       |       |          |
| 736 | 45-49  | 721         |       |       |       |       |          |
| 818 | 40-44  | 791         |       |       |       |       |          |
| 770 | 35-39  | 802         |       |       |       |       |          |
| 768 | 30-34  | 761         |       |       |       |       |          |
| 756 | 25-29  | 734         |       |       |       |       |          |
| 709 | 20-24  | 682         |       |       |       |       |          |
| 752 | 15-20  | 684         |       |       |       |       |          |
| 1067 | 10-14  | 946         |       |       |       |       |          |
| 832 | 5-9    | 850         |       |       |       |       |          |
| 680 | 0-4    | 656         |       |       |       |       |          |

Національний склад населення:
- українців — 67,6 %,
- росіян — 13,4 %,
- молдаван — 13,2 %,
- інші національності — 5,8 %.

За переписом 2001 року розподіл мешканців району за рідною мовою був наступним:
- українська — 86,14 %
- молдовська — 6,86 %
- російська — 6,61 %
- болгарська — 0,11 %
- білоруська — 0,05 %

Населення району мешкає в 54 сільських населених пунктах та селищі міського типу, що входять до 14 сільських та 1 селищної рад. Станом на 2015 рік тут мешкало 20 216 осіб, з них міського — 5 340 (власне Окни), сільського — 14 876 осіб.
Трудові ресурси району становлять 11,6 тис. ос. (54 % від загальної кількості населення), пенсіонерів — 5,796 тис. ос. (28,8 % із них: 4595 — за віком, 875 — за інвалідністю, 99 — отримують соціальні пенсії, 542 — за особливі заслуги перед Батьківщиною, в тому числі 79 жінок).
Соціальний захист населення
Кількість будинків-інтернатів — 1
Кількість будинків пристарілих — 1
Кількість пенсіонерів — 5796
Кількість зареєстрованих безробітних — 891

## Історична довідка

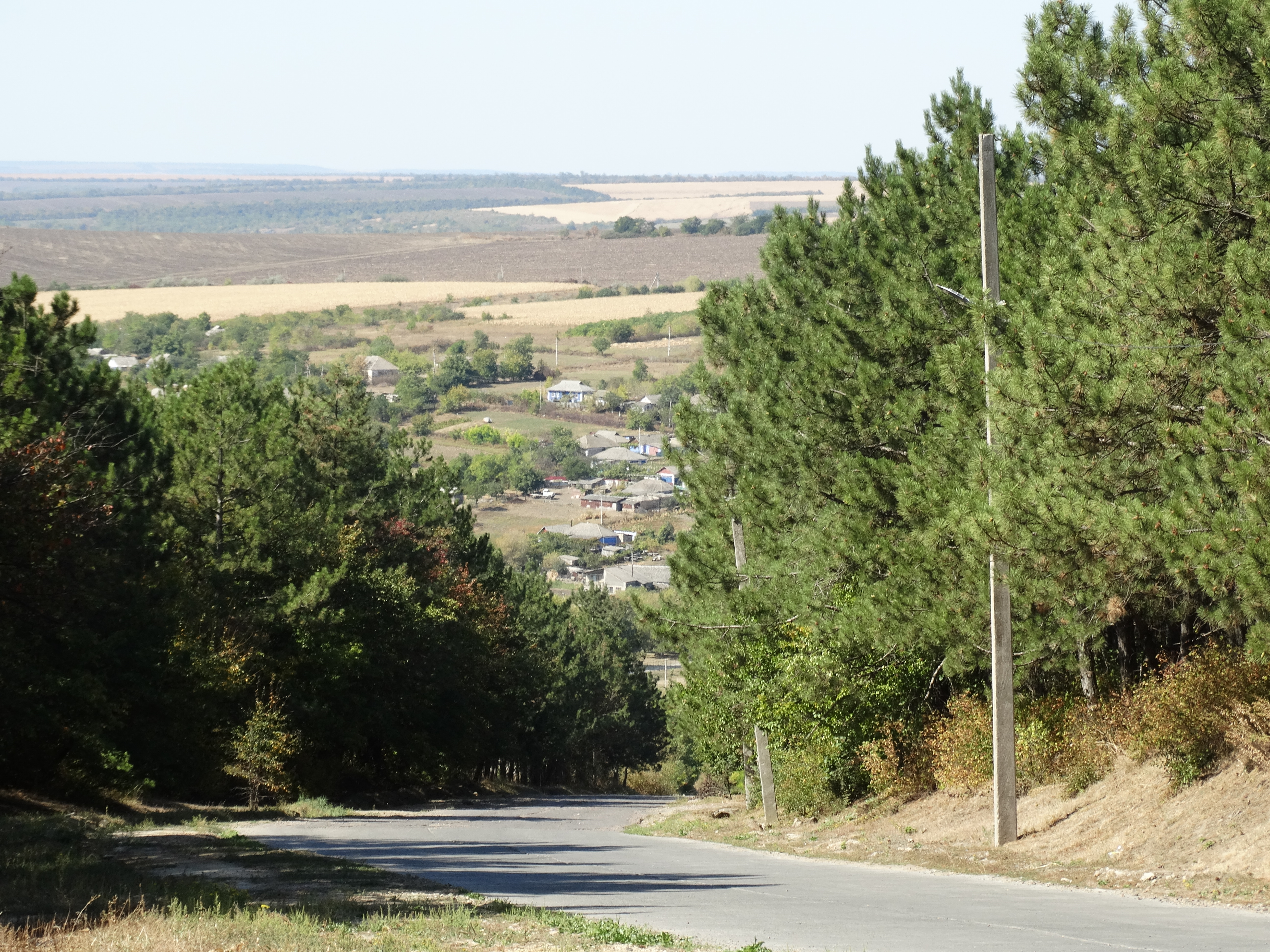
Село Чорна

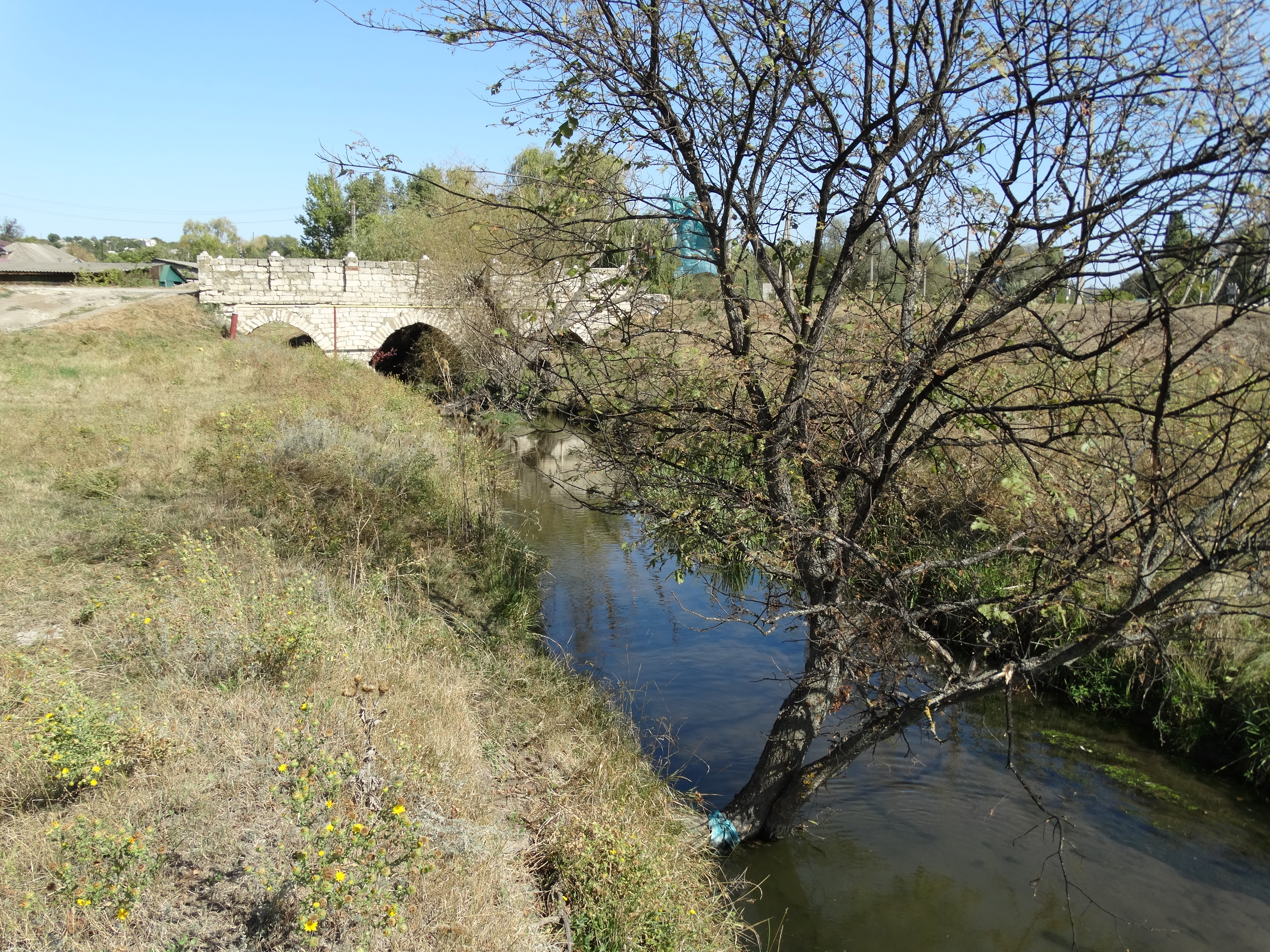
Річка Ягорлик у смт Окни

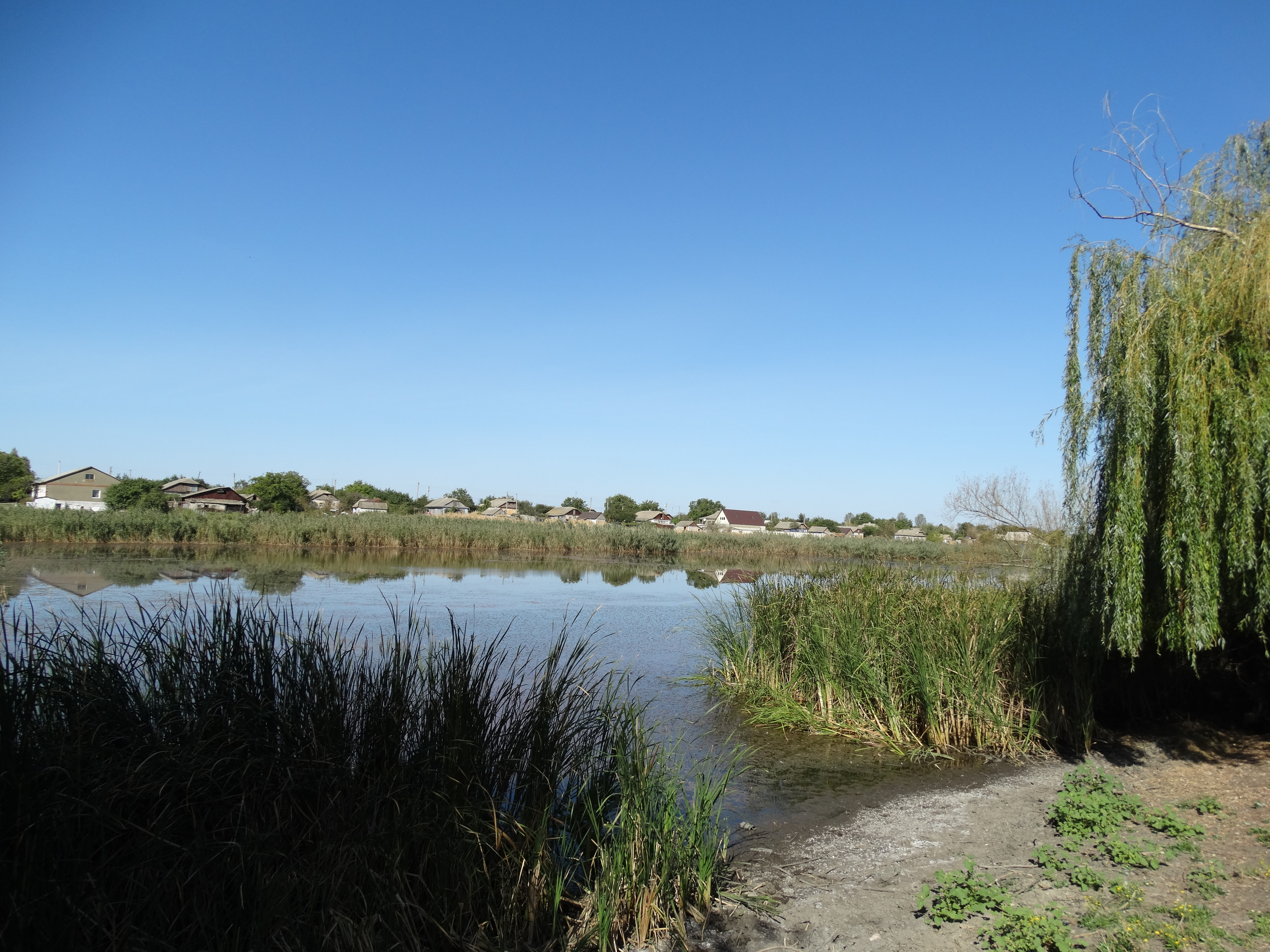
Став на річці Вижна у селі Новосамарка

З археологічних розкопок, проведених в 60-х роках XX століття, відомо, що з прадавніх часів територію Окнянського району заселяли різні народи. Так, на околиці с. Федосіївка виявлено рештки поселення трипільської культури (4-3 тисячоліття до н. е.), на території с. Дубове знайдено поселення доби бронзи та раннього заліза (2-1 тисячоліття до н. е.), біля с. Орлівка, на березі р. Ягорлик та с. Новокрасне виявлено рештки стоянки пізньопалеолітичного часу (13 тис. років тому), недалеко від с. Довжанка — стоянку доби мезоліту (13-8 тис. років тому) та кургани бронзової доби, поселення черняхівської культури (2-6 століття н. е.).
В останній чверті XVIII століття було засновано село Окни. Назва села походить від молдавського «окни» — що означає джерело, струмок, що не замерзає взимку. Через всю територію району проходить середньо-сарматський горизонт, який вклинюється на поверхню у вигляді джерел. Територія багата на такі джерела, які виходили на поверхню і досягали у діаметрі 6-7 метрів. Більшість цих джерел було закрито у 1812—1830 роках (в рамках боротьби з руйнуваннями схилів та їх подальшої забудови). В 1973 році було закрите джерело, яке било у висоту на 6 метрів. Зимою можна спостерігати цікаве явище, — під час сильних морозів вода у річці Ягорлик парує, оскільки її температура вища за нульову.
Центр району — смт Окни розташоване на річці Ягорлик (притока Дністра), яка бере початок на території Подільська. Приблизно по території сучасного району у XIV—XVIII століттях проходив кордон так званого «Дикого поля». На північному-заході існувала цивілізація, на південному сході — безкраї степи та кочівники. За переказами, саме в Гайдамацькому лісі, під селом Антонівкою, переховувались та збирались з силами гайдамаки, що брали участь у повстанні під проводом Максима Залізняка та Івана Гонти.
В одному із документів, датованому 1779 роком, є згадка про існування 41 поселення, які сплачували податок в Дубосарське воєводство.
В 1791 році, після укладання Ясського договору, Ханська Україна потрапила в Російську імперію. Родючі землі між Південним Бугом і Дністром Катерина II щедро роздавала поміщикам, духовенству, офіцерам та воїнам російської армії, які відзначились в російсько-турецьких війнах. В результаті трьох поділів Польщі польські магнати теж змушені були залишити українські землі — «торгові ворота» Сходу із Заходом.
Перші поселенці (35 сімей) в Окнах були із Подільської губернії, які втекли від кріпацтва і поселилися на березі р. Ягорлик, — молоді сім'ї Ружанські, Ярмоловичі, Веселовські, Усатюки, які збудували свої землянки по нинішніх вулицях Леніна та Гагаріна. Саме так розповідали старожили. На цей час село входило до Ананьївського повіту і називалось «молдавським». Через 2 роки в селі проживало уже 238 чоловік, серед яких чимало було українців, молдован, поляків.
З 1795 року село ділиться на дві частини річкою Ягорлик: одна частина входить в Подільську губернію, друга — до Ананьївського повіту Херсонської губернії. Великі землеволодіння на цій території мали родини Любомирських (с. Любомирка (нині Подільський район), с. Чорна). Друга частина входила до Ананьївського повіту Херсонської губернії (154 жителі). Херсонська сторона — власність генерала Струдзе в 12 тисяч десятин землі. Ця частина в 1842 році передана у власність князю Гагаріну, як посаг за дочку Струдзе. Саме у цей час будується Гагарінський будинок, нині адміністративне приміщення, де розташовуються різноманітні установи. Саме для будівництва цього палацу було засипано щебенем та мішками з вовною великі джерела на місці сьогоднішньої площі 8 Березня, біля східців.
Відмітимо, що Князь Гагарін мав ділянку і на березі Чорного моря: нинішній санаторій «Аркадія» — його сімейна дача, де постійно проживали два старші сини. Для більшості селянських дітей освіта була недоступною. Наприкінці XVIII століття у селищі знаходилась одна двокласна церковнопарафіяльна школа на Херсонській стороні біля храму першої Пречистої, (нині приміщення ПТУ) в маленькій селянській хаті (нині вулиця Калініна № 10). В ній навчалося 20 учнів, в основному хлопчики.
У 1848 році було відкрито і другу церковну парафіяльну школу по вул. Першотравнева, де навчалося 30-35 учнів (нині приміщення пекарні). За навчання батьки платили 3 карбованці на рік та забезпечували вчителя паливом і продуктами. Селяни жили нелегко, займалися землеробством, садівництвом, виноградарством, тваринництвом (переважно вівчарством). Заможніше жили поселенці з Чехії, Німеччини, Болгарії і інші. Вони заснували села на родючих чорноземах, на рівнині та поближче до трактових доріг. Чехи заснували село, яке належало дочці Гагаріна Софії, звідси і назва села Софенталь — Софіїна земля. На землях поблизу трактової дороги Балта — Бирзула — Одеса, що належали другій дочці Гагаріна Марії, поселилися німці, а село назвали Маріїнберг — Маріїна гора.
На перехресті трьох доріг (гради-тракту) засновано німецькі села: Вижино та Тригради. На території нинішнього с. Маяки теж були поселення німецькі. Старегерманове і Новогерманове. Жителі цих сіл користувалися пільгами, звільнялися від оподаткування і одержали земельні наділи у власність.
До Окон прибуває велика група ремісників єврейського походження — кравців, шорників та ковалів, які оселяються в Окнах, Чорній та засновують поселення біля с. Флора обабіч дороги Окни — Коси. Найбільше євреї будували свої житла в Окнах по долині р. Ягорлик, заснували кілька вулиць: нинішні провулки Базарний, провулок Котовського, Рози Люксембург, Больнична, Водосточна, Енгельса, Першотравнева.
Для зв'язку з Одесою та Молдавією була поштова дорога. Одна її станція розташовувалася біля нинішнього села Олександрівка — «Ямська пошта». За переказами, тут зупинявся О. С. Пушкін, коли їхав на заслання в Кишинів.
Реформи 1860-х років сприяли подальшому заселенню та активному розвитку Північного Причорномор'я. Розвивались міста та торгово-грошові зв'язки. Зростала кількість населення, основну масу якого складали селяни, робітники, дрібні ремісники і торговці. Досить швидко розвивалася промисловість, суднобудівництво, нові міста-порти.
В 1865 році почала працювати залізниця від Балти до Одеси, що сприяло посиленому притоку селян і ремісників з різних губерній Росії. Також залізниця з'єднала сільськогосподарські райони з промисловими центрами та ринками збуту. Великі ярмарки спостерігались в Окнах, де на продаж пропонувались: худоба, хліб, молочні продукти.
В 1858 році, княгиня Гагаріна, передбачаючи наближення реформи про відміну кріпосного права, щоб зберегти власність на землю, звільняє 94 селян-кріпаків, переводячи їх у статус міщан, адже міщани могли володіти лише присадибною ділянкою. Таким чином, Окняни були приписані до міст Ананьєва, Дубоссар та Кишинева. Ті ж, хто бажав займатись сільським господарством, повинні були брати землю в оренду та сплачувати чинш (податок) грошима чи натурою. Землі у власність не одержували. У 1873 році
селянам була поставлена ще одна вимога — платити податки за присадибну ділянку. Інакше селянину погрожували відмовою в оренді польових земель. Люди не погодились і звернулись зі скаргою на княгиню до суду. Почався тривалий судовий процес, який завершився рішенням: 52 сім'ї селян, колишніх кріпаків, виселити з їхніх будинків. Близько півтора місяця селяни жили в полі за селом, просто неба, потім самочинно повернулися до своїх будинків. У 1882 році конфлікт продовжився. В Окни прибув судовий пристав, натовп жінок його оточив і примусив відмовитися від виконання рішення суду. Земельні непорозуміння тривали 30 років. В 1884 році Новоросійський генерал-губернатор попросив міністра
внутрішніх справ прислати в Окни козачу сотню, яка вчинила розправу над непокірними селянами. Їх побили і викинули із домівок, декого заарештовано. Серед них були І. Задорожнюк, О. Пастушенко, Франко. Трьох: Веселовського, Задорожнюка і Франка — кинуто у в'язницю.
Протистояння між селянами та поміщиками віддзеркалювало загальноімперську ситуацію. В Окнянській волості 7.5 тисяч селян володіли 6,5 тисячами десятин. В той же час князь Гагарін володів 28 тисячами десятин, 11 інших дрібних поміщиків володіли 12 тисячами десятин (Флоор, Олена Корицька).
Після проведення земської реформи князь Гагарін був обраний дворянським провідником Ананьївського повіту. Земство зіграло певну позитивну роль у становленні краю. Були вирішені питання благоустрою селища, деякі питання соціального характеру: виділено кошти на будівництво першої лікарні на 15 стаціонарних ліжок. Прибули лікар і фельдшер. Відкрито пологове і хірургічне відділення. Будівництву лікарні сприяли князі Гагаріни. Перед цим, від туберкульозу померла одна із доньок Гагаріних.
Розпочинається будівництво доріг з твердим покриттям по виїзду з села по напрямку до Чорної, Бірзули та Дубосар. Також розпочинається будівництво 4-класної школи, яке було закінчено в 1905 році.
В центрі села, де нинішній стадіон, збудовано будинок під назвою «аудиторія», у якому проводились сільські сходи дорослого населення, а по великим святам (на Миколая, Новий рік, Паску) ранки для дітей. В роки радянської влади це був кінотеатр (до 70-х років). В центрі села було дві церкви. Одна з них носила назву Свято-Вознесенська, будівництво якої розпочалось в 1812 році, закінчено в 1848 році.(Подільська сторона). Церква першої Пречистої розташовувалась у приміщенні теперішньої філії Фрунзівського ПТУ (закладена в 1812, збудована в 1816 році).

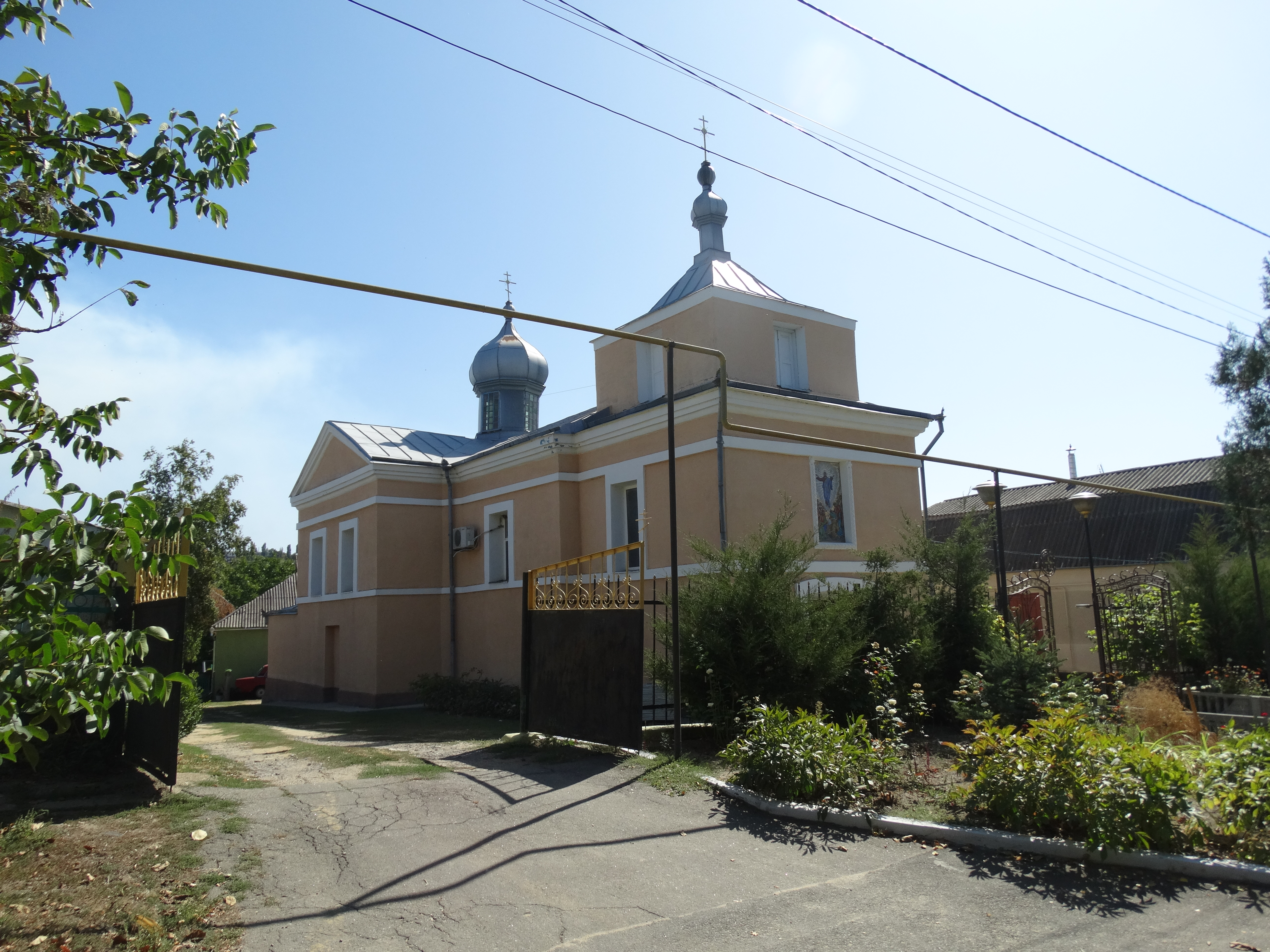
Святовознесенська церква

Свято-Вознесенська церква діяла до 1966 року. В цей атеїстичний період, в зв'язку з забороною релігії, на території СРСР церкву було закрито. Приміщення використовувалось під спортивний зал, а пізніше під склад. Відновила діяльність лише в 1990 року.
У другій половині XIX ст. Окни залишилися заштатним містечком: глинобитні будинки, покриті очеретом, соломою, черепицею. Лише в центрі села — 5 двоповерхівок, в яких проживали заможні сім'ї купців.
Не залишила осторонь цю територію і революція 1904—1905 років. Влітку 1905 року хвиля селянських заворушень прокотилась в Окнах, Флорі, Малаївцях. Під керівництвом селянина Борденюка Івана селяни Окон почали ділити худобу князя Гагаріна, між біднотою продукти із комор. Князь Гагарін в цей час був в Одесі, та коли економ його сповістив про події в маєтку, не заїжджаючи до Окон, він поїхав прямо до Балти.
В Окни прибуває загін жандармів для наведення порядку. Ватажка Борденюка було жорстоко побито. Він залишився інвалідом та помер в 1953 році.
Великий протест проявили жителі села Антонівка, коли проводилась реформа Столипіна. Землевпорядника, який приїхав провести переділ землі, виділити «відруби» для створення хутірських господарств (відбирались найкращі земельні наділи) — селяни винесли з поля на вилах. Вони палили панські маєтки, вимагали поділу поміщицьких земель. Для боротьби з повсталими селянами з Балти прибув козацький загін.
Перед першою світовою війною Окни представляли досить велике поселення. Тільки в східній частині налічувалось 200 дворів і проживало 1045 чоловік. В селі було два млина (одна пароводяна), цегляний завод, вапняно-випалювальна піч, завод безалкогольних напоїв, маслозавод.
Після революційних подій 1917 року та розпаду Російської імперії революція добралась і до Окон.
У січні 1918 року розпочалась перша радянська окупація. Одним з перших рішень стала націоналізація власності князя Гагаріна: маєтку, худоби, землі.
Після цього розпочались тривалі Визвольні змагання під час яких влада змінювалась багато разів. Проходила гостра боротьба Червоної Армії з білогвардійцями, військами Української Народної Республіки та Австро-німецькими військовими частинами, радянськими партизанами та частиною заможного населення, в тому числі власників міцних селянських господарств, що виступали проти націоналізації землі.
У жовтні 1918 року, під час чергової радянської окупації, Окни перейменовано в Красні Окни.
Лише у січні 1920 року в Красних Окнах ствердилась радянська окупація.
Пережили окнянці і голод 1921—1922 років. Політика воєнного комунізму призвели до боротьби місцевого населення з комсомольцями та комуністами. Лише після введення НЕПу розпочалось мирне життя.
19 травня 1923 року у райцентрі організовано перше сільгосптовариство з обробітку землі ТОЗ «Надія». Почалася масова реорганізація у сільському господарстві: створювалися ТОЗи, СОЗи, комуни, а в 1929 році — перший колгосп, МТС.
У 1932-33 роках район потерпав від Голодомору 1932—1933 років. За свідченнями осіб, що пережили Голодомор та дожили до 2000-х років, померло 32 людини та постраждали 1407 осіб.
Безперечно, постраждалих було набагато більше. Радянська влада зробила все можливе для непоширення негативної інформації. Та й розповідати подібне було небезпечно. Лише у 1990-х роках старожили почали більше ділитись пережитим: як бідували, як траплялись випадки людожерства, як вирушали у Західну Україну за їжею.
В певній мірі жителів рятувала близькість до Молдавської РСР, де голоду не було, та була можливість контрабандою отримувати продовольство від знайомих, родичів, обмінювати на одяг.
Після Голодомору район поступово приходив в нормальне русло життя. В 1934 році районна лікарня одержала рентгенівську і фізіотерапевтичну апаратуру. До 1941 року було розпочато добудову приміщення стаціонару для терапевтичного і хірургічного відділення, яке завершилось лише в 1950-ті роки.
Хвиля сталінських репресій докотилась у 1937—1938 роках і до Красноокнянщини. Пізно ввечері постукали у
домівку Тимофія Германовича Барбулата, тодішнього начальника Красноокнянської районної контори зв'язку. Його було заарештовано і відправлено у невідомому напрямку. На всі запитання дружини про долю чоловіка, чиновники відповідали, що його засуджено на 10 років без права листування. Так і виросли його дві доньки, більше не побачивши батька.
За переказами старожилів, під час весілля у селі Римарівка було розказано анекдот про Сталіна. Наступного дня всіх чоловіків (10-15), що були на весіллі, заарештували. Більше їх живими не
бачили. Аналогічний випадок трапився у с. Нестерове.

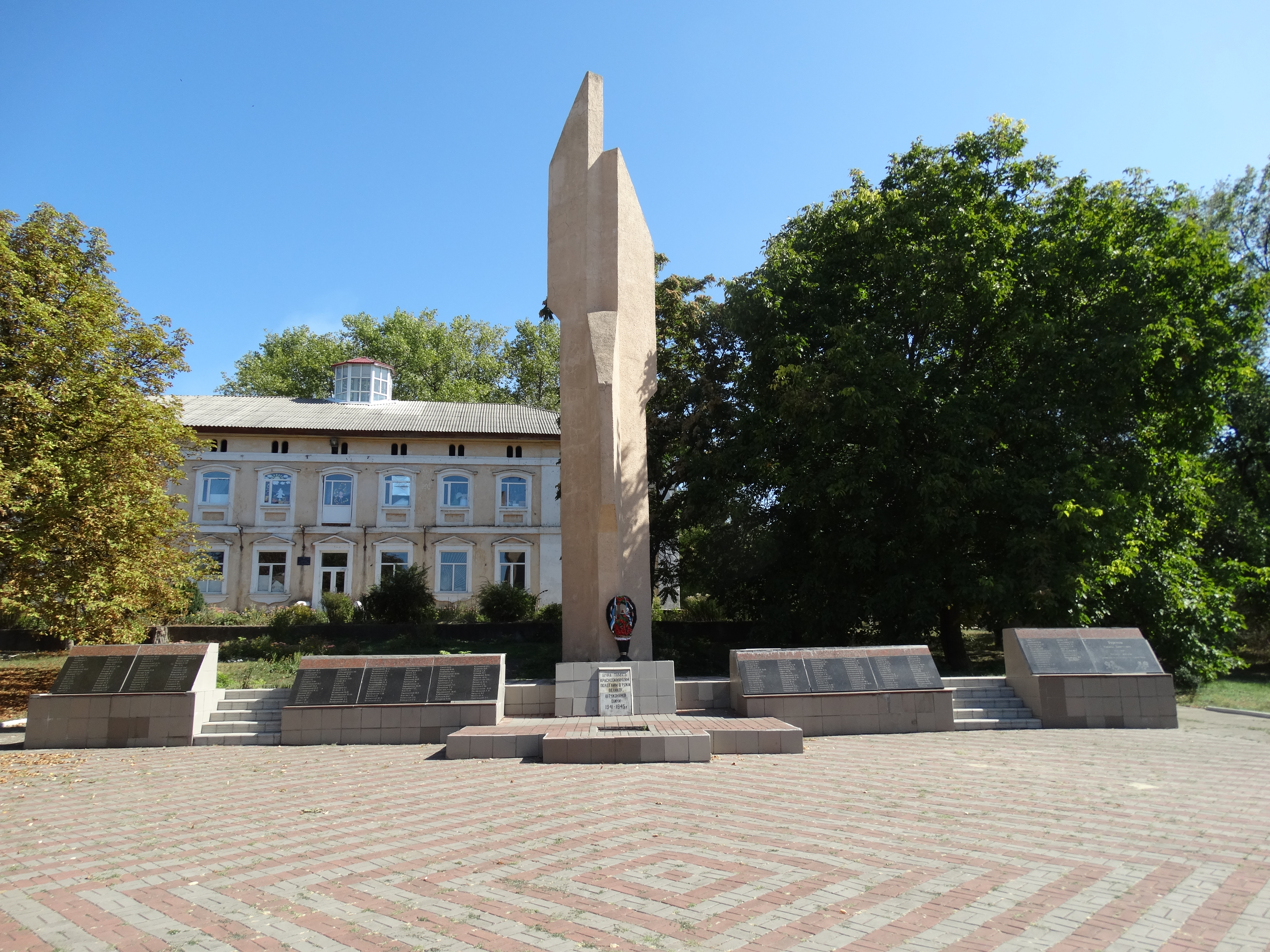
Могила радянських воїнів, загиблих у Окнах

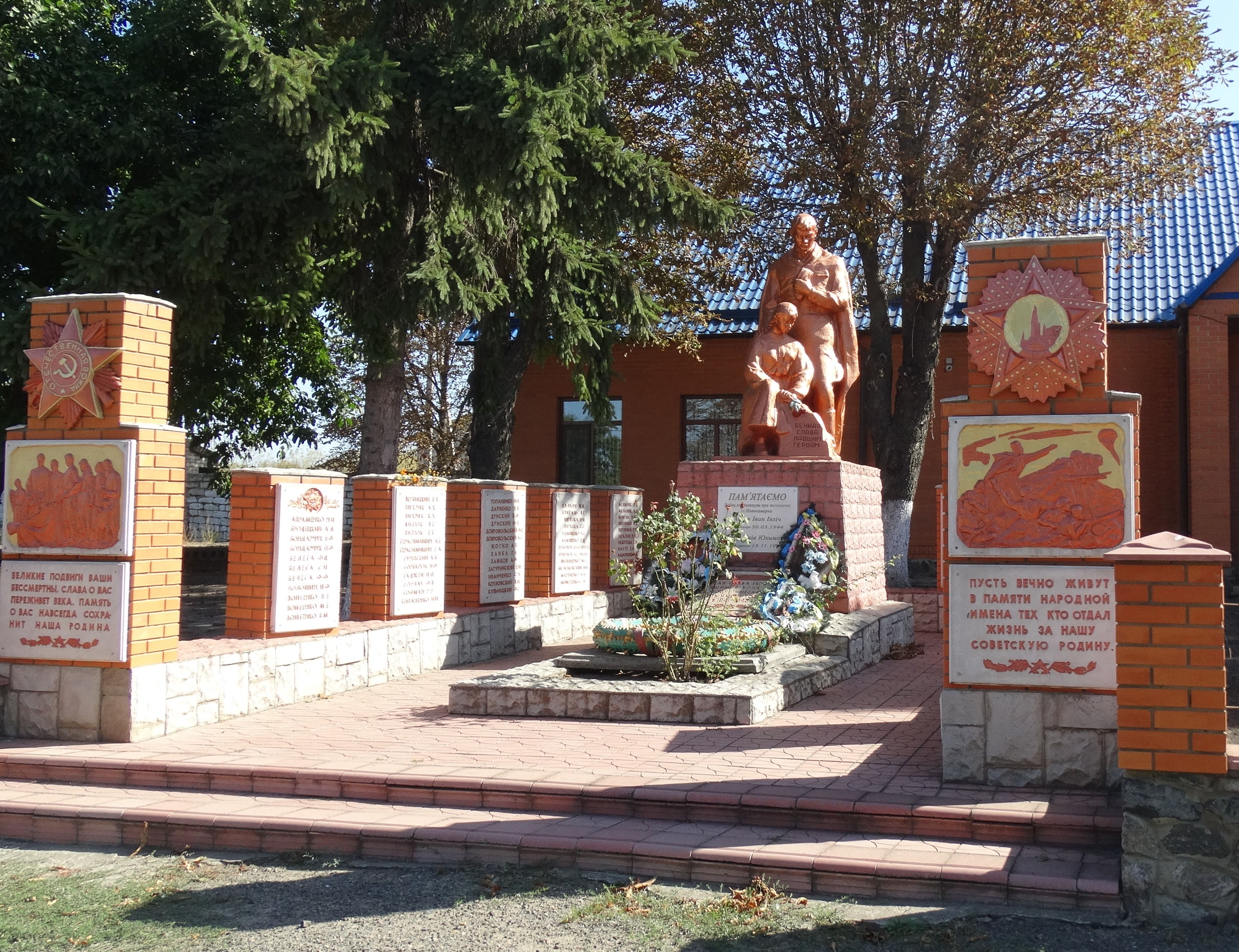
Братська могила радянських воїнів, загиблих у селі Новосамарка

У 1941 розпочалася німецько-радянська війна. Одразу чоловіків 1910 і 1918 років народження мобілізували до армії, покликані були також і жінки військових професій.
В перший день війни льотчик О. Покришкін на боротьбу з ворогом піднявся у повітря з Маяківського військового аеродрому. 22 червня 1941 року вступив в запеклий бій з німецько-фашистськими загарбниками командир танка Т- 34, житель Красних Окон, М. Крець. В боях під Ростовом, Сталінградом, на Курській дузі, на підступах до Кенігсберга громив ворога вчитель з Красноокнянщини, командир взводу морської піхоти, а потім мотострілецького батальйону А. Швець, нагороджений орденами Олександра Невського, Вітчизняної війни І ступеня та медаллю «За відвагу». Красноокнянці: гвардії капітан Зюльковський В. П., старший лейтенант Канський В. Є., старший сержант Міллер П. К., командир партизанського загону на Чернігівщині Каленик М. Є. за бойові заслуги удостоєні звання Героя Радянського Союзу.
Нелегке було життя за радянської влади, але ще важче було при нацистських окупантах. 6 серпня 1941 року було вбито голову колгоспу ім. Калініна Ганну Барбулат, голів сільських рад Василя Ляцького і Тимофія Стародуба. В Окнах нацисти розстріляли близько 2 тисяч чоловік, адже сюди привозили людей — активістів на страту з усього району. Єврейське населення було вивезено до Рибниці у гетто.
Після відступу радянських військ, територія Красноокнянського району увійшла до Трансністрії (адміністративно-політична одиниця на південно-західній Україні, яку німці на підставі договору в Бендерах від 30 серпня 1941 року віддали під тимчасову румунську цивільну управу). Трансністрія була поділена на 13 повітів. Красноокнянський район входив до складу Дубосарського повіту у складі району Окни та району Чорна.
3 квітня 1944 року військами Другого Українського фронту Красні Окни звільнено від німецько-фашистських загарбників.
В пам'ять про героїчне минуле краю в районі споруджено 18 меморіалів, 27 пам'ятників та обелісків, останки загиблих воїнів поховані в 25 братських та 2 одиночних могилах.
В знак глибокої подяки воїнам-визволителям їхніми іменами названі вулиці селища — імені лейтенанта В. Д. Терехова, який загинув 2 квітня 1944 року при визволенні Красних Окон, та імені генерал-лейтенанта І. М. Манагарова, командуючого 53 армією — визволительки Красноокнянщини.

### Адміністративно-територіальне формування
В березні 1923 року був створений Олексіївський район Балтської округи Одеської губернії УСРР, з центром в Олексіївці, який в цьому ж 1923 році на короткий термін реформують в Чорно-Олексіївський. В його склад увійшли землі колишніх волостей Балтського повіту — Журанської і Чорнянської.
Невдовзі, на території Одеської губернії, постановою Центрального Виконавчого Комітету УСРР від 12 жовтня 1924 була створена Молдавська Автономна Радянська Соціалістична Республіка, в яку тут же увійшов Олексіївський район. В 1923—1925 роках на теренах сучасної Окнянщини існував також Ставрівський район.
Згідно з постановою ВУЦВК і РНК УСРР від 13 березня 1925 року Олексіївський район перейменували в Красноокнянський (на кінець 1925 р. адм. центр Олексіївського району — Вікни). У червні 1934 р. до складу району передано с. Олено-Корицьке і колгосп «За нове життя» Осиповської сільради Фрунзівського району Одеської області. В лютому 1935 року від Красноокнянського району відокремився новий район — Чорнянський, який теж увійшов до Молдавської АСРР. До серпня 1940 року Чорнянський та Красноокнянський райони були в складі цієї республіки (після приєднання Бессарабії до Радянського Союзу, Красноокнянщина повернулась до складу Одеської області). У червні 1957-го Чорнянський та Красноокнянський були об'єднані в один Красноокнянський район. З 1962 року Красноокнянський район був ліквідований і приєднаний до Котовського району, а з 8 грудня 1966 року знову став адміністративною одиницею. В 2016 році район перейменовують в Окнянський.

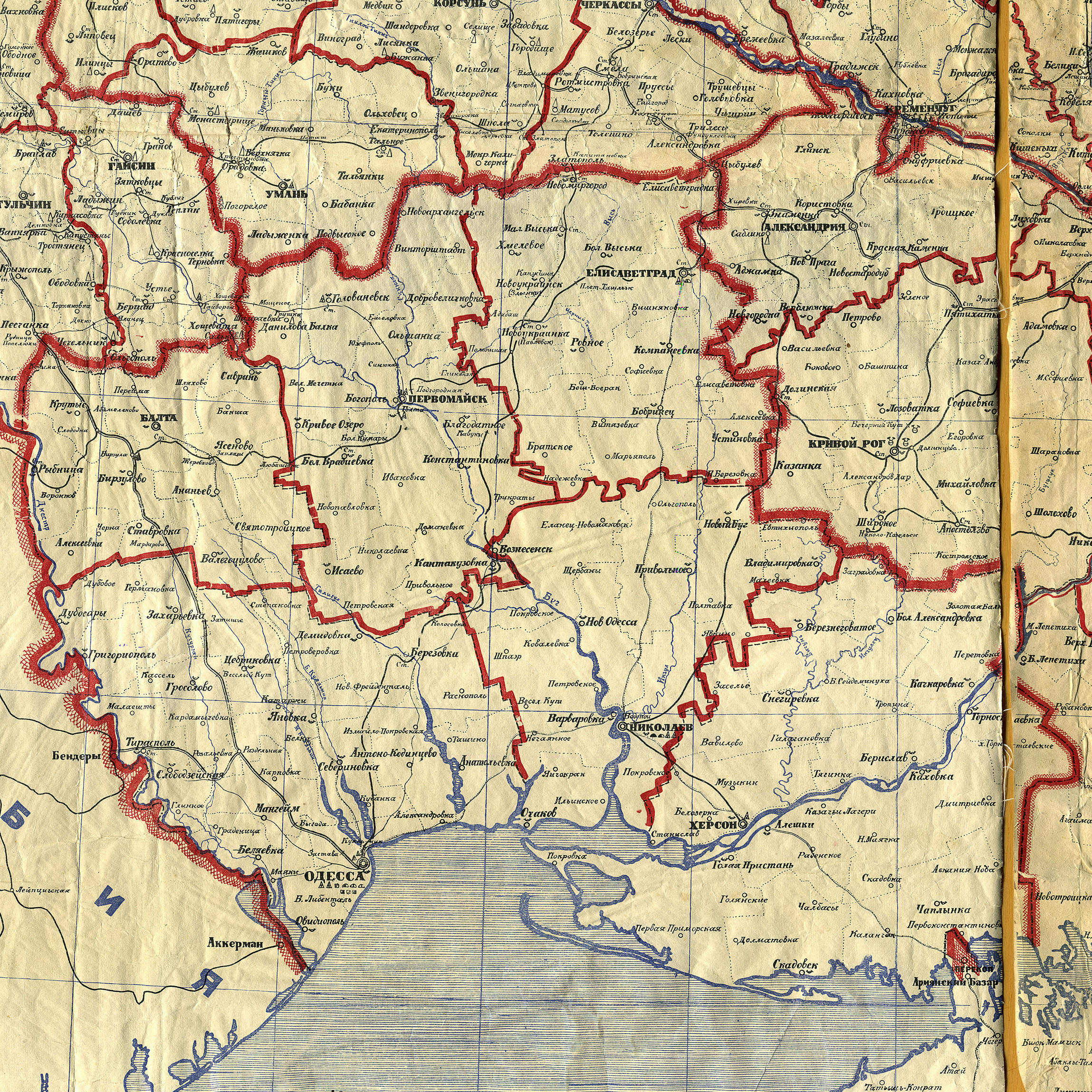
Карта Балтської округи у складі Одеської губернії, 1923
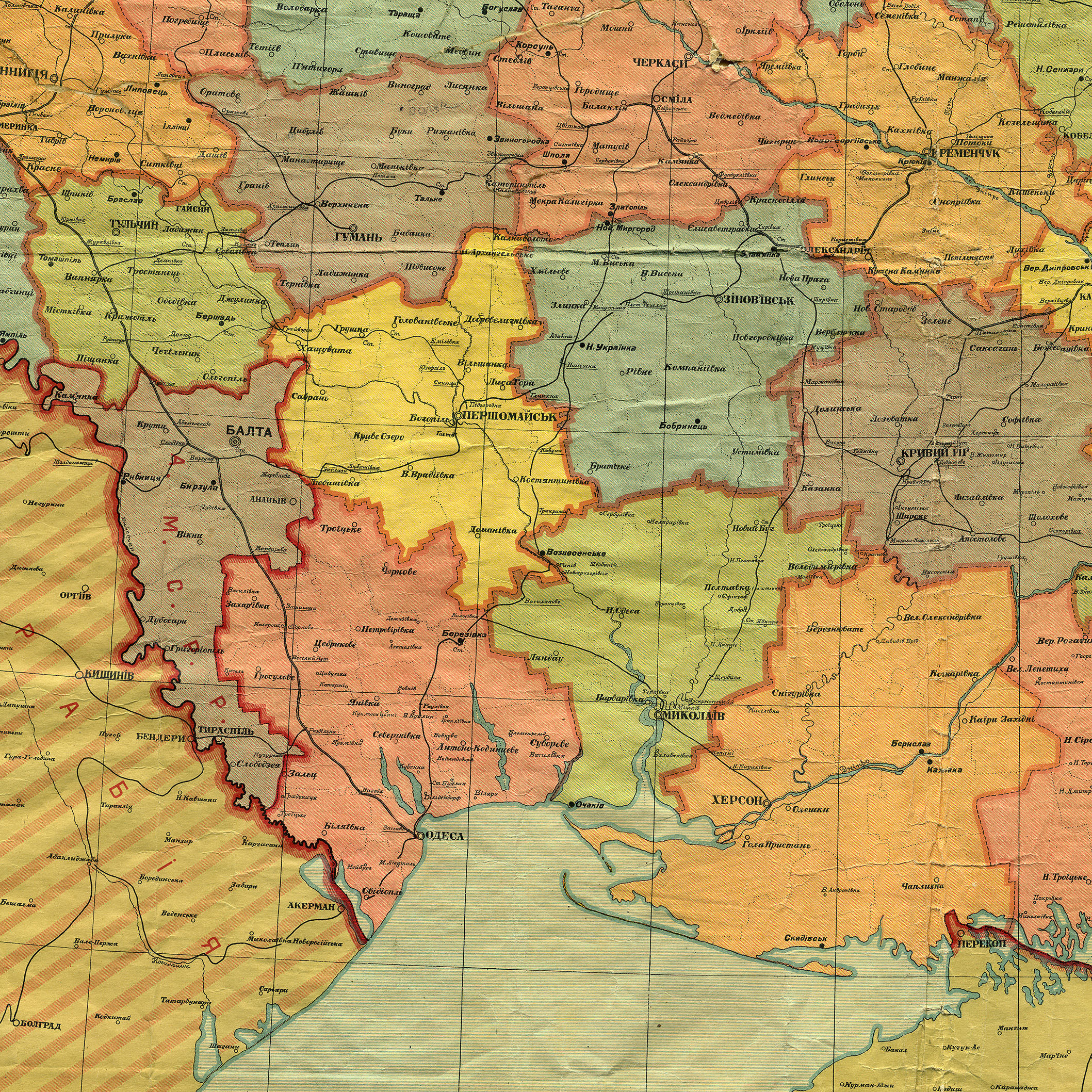
Карта АМСРР, адміністративні межі станом на 1 жовтня 1925
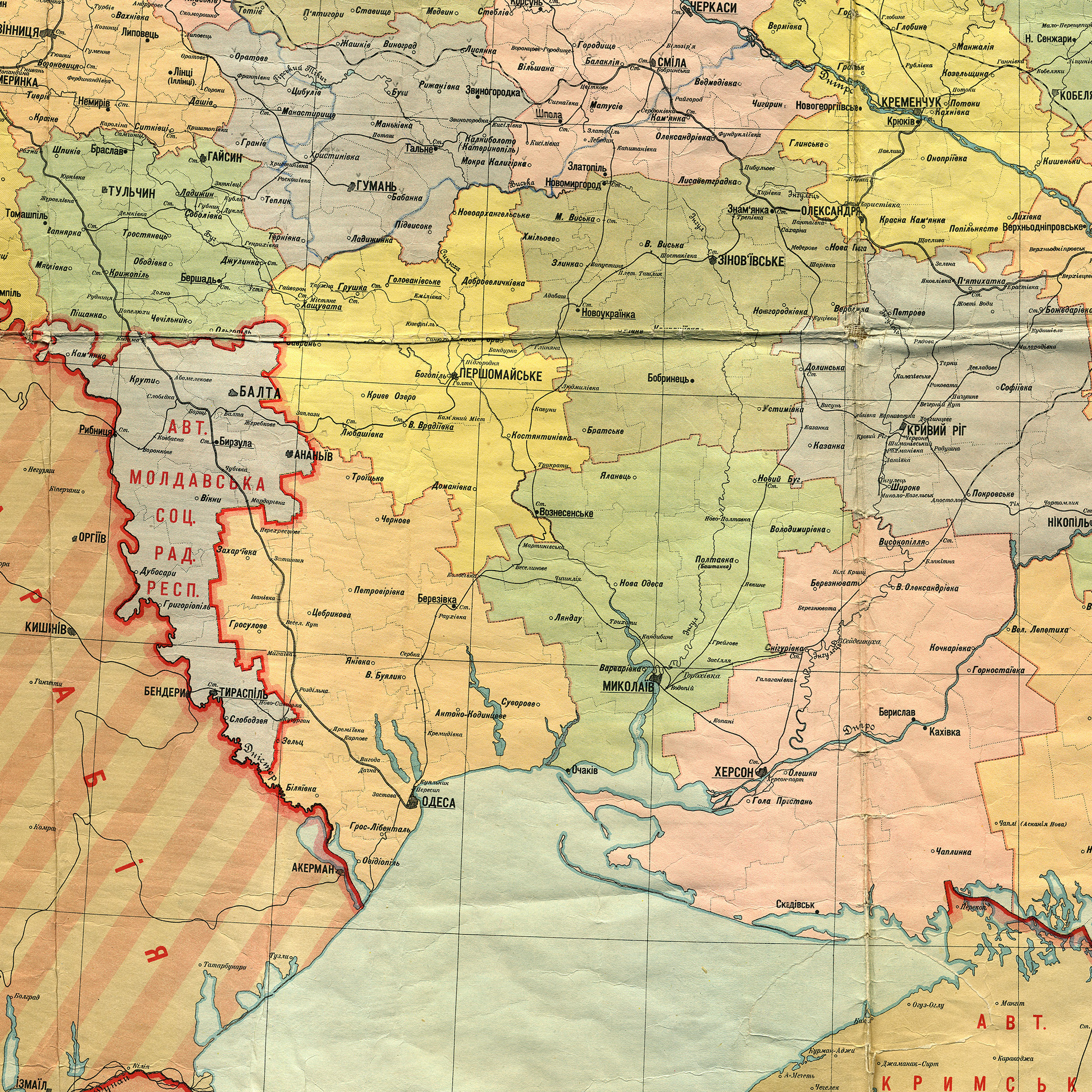
Карта АМСРР, адміністративні межі станом на 1 березня 1927
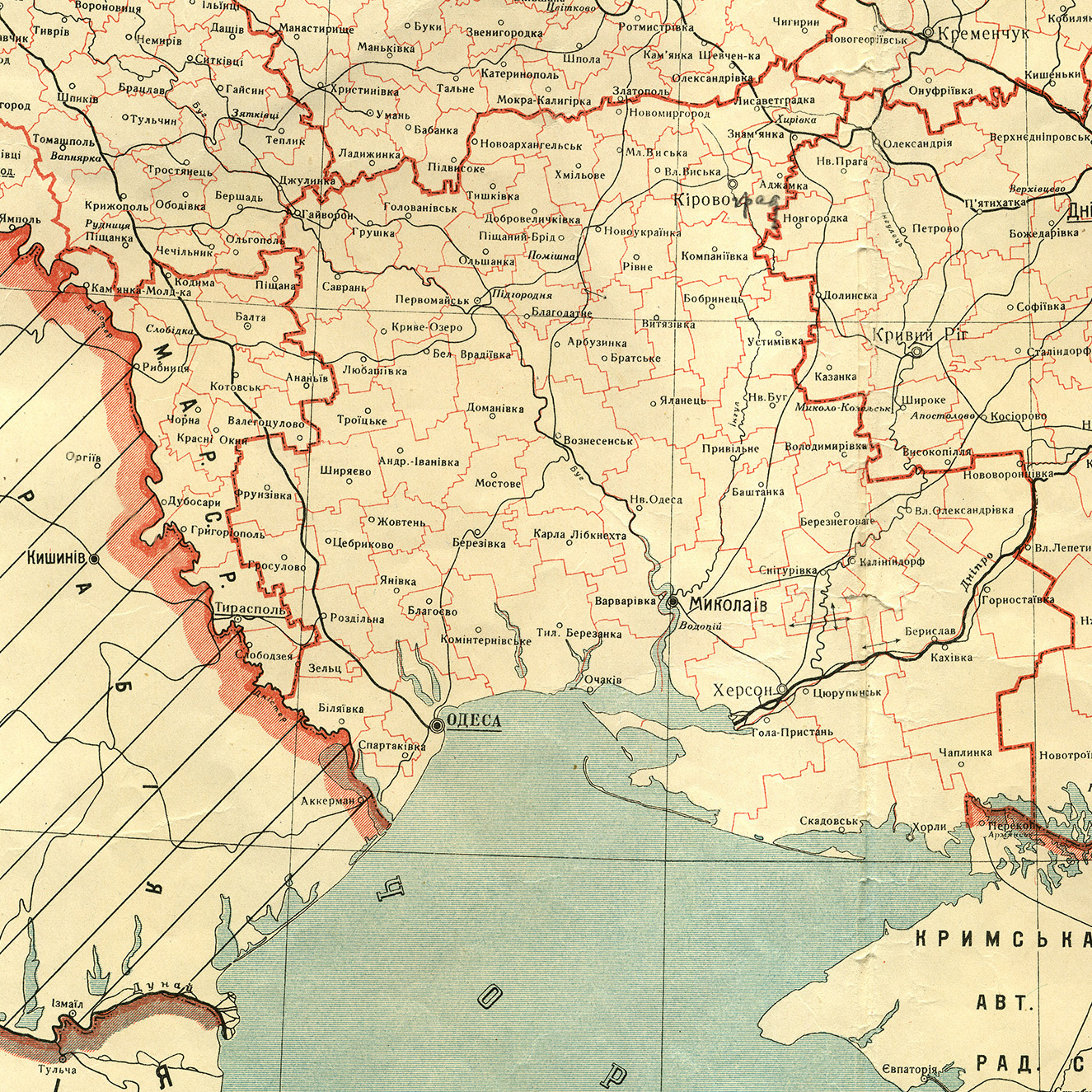
Карта Одеської області, адміністративні межі станом на 15 січня 1937 року
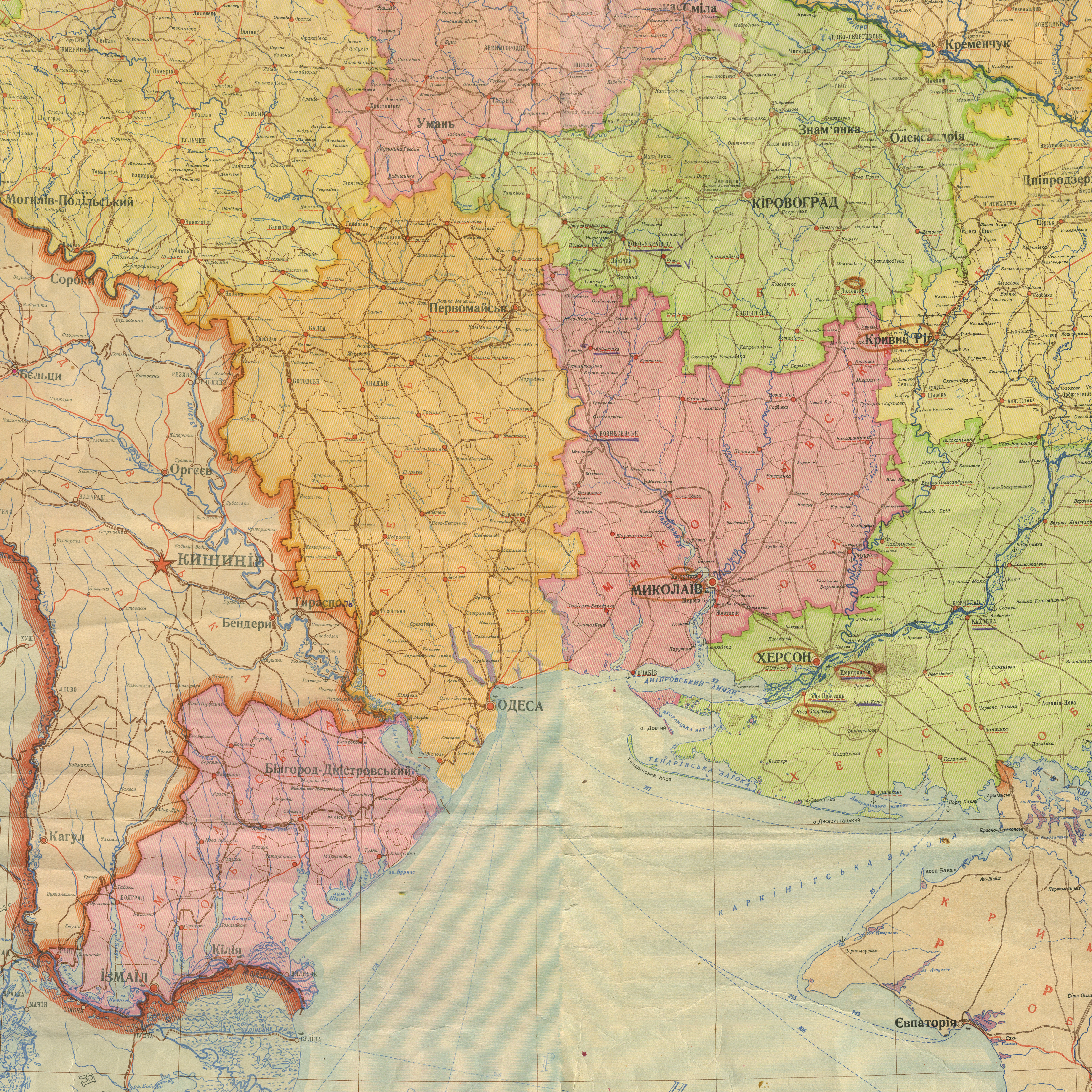
Карта Одеської області, адміністративні межі станом на 1 листопада 1947

## Промисловість
Долаючи величезні труднощі, окнянці взялися до відбудови. Із року в рік зміцнювалась матеріально — технічна база. В Красних Окнах, яке в 1959 році стали селищем міського типу, де активно розвивається промислове та житлове будівництво.
Будуються підприємства з переробки сільгосппродукції — харчокомбінат, відділення Котовського виноробного заводу, державний млин, олійня, маслосирзавод, який в 1966 році переробляв сотні тонн молока, виготовляючи 22 види продукції. На заводі трудилось понад 200 робітників, побутовий комбінат (швейний і взуттєвий цехи), лазня. Значно покращений зв'язок з іншими районами. У шістдесяті роки територією Окнянщини завершено будівництво автотраси Кишинів — Полтава.
З 1964 року район був ліквідований і приєднаний до Котовського району, а з 01.01. 1967 року знову став адміністративною одиницею.
В 1965 році збудовано ставок у селищі Красні Окни.
В 1977 році збудовано хлібзавод.
Засновано міжколгоспну дорожньо-будівельну організацію. Всі села району мали дороги з твердим покриттям (асфальт або бетон). Організація в матеріально-технічному відношенні добре оснащена і дає досить вагомий внесок до бюджету району (до1,5 млн крб. на рік). Будують поїзди до ферм в колгоспах, майданчики на токах для зерна. Найкращими бригадами в колективі були: Зінова П.; Нігдорій Л., механізована колона № 6, в якій працювали водії-ударники: Лашко О., Кожухар В., Голубченко П.
В 1981 році від РТС відокремлюється об'єднання райсільгоспхімії.
В 1981 році за ініціативи голів колгоспів району: ім. XXII з'їзду КПРС, ім. Дзержинського, ім. Ватутіна, «Дружба», «Правда», «Іскра» збудовано комбікормовий завод на рівних пайових внесках як рівноправних членів підприємства. Завод почав виробляти якісні корми з біодобавками, що забезпечувало підвищення продуктивності тваринництва. Очолював будівництво М. Звержанський, згодом обраний керівником підприємства.
Промисловість району представлена підприємствами харчової, добувної промисловості.
Промисловими підприємствами за 3 місяців 2009 року вироблено товарної продукції в діючих цінах на суму 453900 грн.
Промисловість району представляють діючі підприємства: ПП «Комбікормовий завод», підприємства з видобутку каменю — вапняку ТОВ "Шахта «Довжанка» та ТОВ "Шахта «Горячівка», ковбасний цех МСП «ДАЦИС», цех безалкогольних напоїв ПП «СТУ».
Підприємствами району зовнішньоекономічна діяльність не здійснюється.
На території району функціонує 178 торговельних об'єктів роздрібної торгівлі; 21 — громадського харчування; 92- побутового обслуговування.
Фінансове обслуговування і надання кредитів для населення, установ та організацій району здійснюють:
— відділення ЗАТ "Южне ГРУ «Приватбанк»
— відділення ОБУ № 2830 ВАТ «Державний ощадний банк України»
В економіці району провідна роль належить сільськогосподарському виробництву. В цій галузі станом на 01.01.2009 року зареєстровано 10 сільськогосподарських виробничих кооперативів, 5 — приватних сільськогосподарських підприємств, 5 — товариств з обмеженою відповідальністю та 69 фермерських господарств, в тому числі асоціація фермерських господарств «Тростянець».
Чисельність власників майнових паїв становить 8930 осіб, до розподілу майна пайового фонду затверджено 6,2 млн грн., середня вартість майнового паю становить 694 грн.
Кількість громадян, які отримали право на земельну частку (пай) становить 10730 осіб, з них 10337 громадян (96,3 %) одержали державні акти на право приватної власності на землю. Середній розмір земельного паю у районі становить 4,3 га.
Пріоритетним напрямком у розвитку сільського господарства є землеробство.

### Сільське господарство
Загальна площа с\г земель, у тому числі — 61804 га.
За оперативними даними станом на 30 липня 2015 року збирання ранніх зернових та зернобових культур завершено. Обмолочено 28632 га ранніх зернових та зернобобових культур, що становить 100 % до прогнозних показників, намолочено 77084 тонн збіжжя, урожайність складає 26,9 ц/га.
Завершено збирання озимого ячменю на площі 7099 га, намолочено 19309 тонн культури, урожайність 27,2 ц/га, а також озимого жита 57 га, намолочено 188 тонн, урожайність 33,0 ц/га, овес зібрано на площі 294 га, намолочено 740, урожайність 25,2 ц/га, яра пшениця 173 га, намолочено 311 тонн, урожайність 18,0 ц/га. Крім того завершено збирання озимого ріпаку на площі 109 га, намолочено 218 тонн, урожайність 20,0 ц/га. Завершено збирання гороху з площі 1889 га, намолочено 1965 тонн, урожайність 10,4 ц/га, озиму пшеницю зібрано на площі 16496 га, намолочено 49323 тонн збіжжя, урожайність 29,9 ц/га, ярий ячмінь зібрано на площі 2624 га, намолочено 5248 тонн, урожайність 20,0 ц/га.
Слід відмітити, що озимих зернових культур зібрано на площі 23652 га, намолочено 68820 тонн збіжжя, урожайність складає 29,1 ц/га, відсоток виконання до прогнозних показників районної програми становить 127 %.
Зібрано також круп'яні культури, це просо 537 га, намолочено 820 тонн культури, урожайність 15,2 ц/га. Гречку зібрано на площі 64 га, намолочено 64 тонни, урожайність 10,0 ц/га. До того зібрано квасолю на площі 374 га, намолочено 374 тонни культури, урожайність 10,0 ц/га.
В жнивах поточного року було задіяно 176 зернозбиральних комбайнів, аграріями всіх форм власності. Для цієї цілі було накопичено дизельного пального в обсязі 860 тонн при запланованих 855 тонн, та бензину 250 тонн при плані 229 тонн.
Станом 01.09.2015 року в районі по всім категоріям господарств налічується великої рогатої худоби 6746 гол. що складає 82 % (-1438 гол.) до відповідного періоду минулого року, в.т.ч. корів — 3439 гол. та складає 89 % (-410 гол.), свиней 5895 гол. (53 % аба −5161), овець та кіз 3335 гол. (72 % або −1276 гол.), птиці — 120,9 тис. гол. (89 %).
В районі серед реформованих господарств займається 7 сільгосппідприємств, в яких налічується: великої рогатої худоби −1682 гол., в.т.ч. корів −700 гол, що складає відповідно 107 % та 105 % (+106гол.) до відповідного періоду минулого року, свиней — 643 гол. (107 % або +44 гол.), овець 1693 гол (107 % або +110 гол.), птиці — 312 гол. (51 % або −304 гол.)
(в господарствах району птахівництвом займаються для власних потреб).

## Освіта
Після революції та громадянської війни основне завдання перед освітою було подолання неписьменності громадян. Робота проводилась під гаслом: «Кожен письменний повинен навчити десять неписьменних».
Власник будинку, в якому проводились заняття, одержував в сільській раді: гас, навчальні приладдя, підручники. До 1935 року в селі майже не було людей, які б не вміли читати і писати. Діти навчались в семирічній школі, яка з 1920 року була розміщена в будинку Гагаріна. Згодом семирічну школу реорганізували в середню (десятирічку), та площа шкільного приміщення була вже замала. Згодом до школи з українською мовою навчання була приєднана єврейська школа. Перший випуск в середній школі відбувся 1935 року. Для задоволення потреб населення в освіті було прийнято рішення почати будівництво школи. В 1940 році уряд асигнував на спорудження школи 456 тис. карбованців.
Першим директором десятирічки був
призначений Урсул Дмитро Тимофійович. Після війни відкрились дві школи: середня
школа № 1, де навчалось 750 учнів та семирічна школа № 2 з російською мовою
навчання (до 200 учнів). Три школи працювали з російською мовою навчання: в
Окнах, Антонівці та Гавиносах. Директором школи № 1 був Штурман Б. Б.., завучем
Дибська О. В., ветеран освітянської ниви з двадцятих років. Директором школи № 2
був Швець Анатолій Якович, випускник і вчитель довоєнного часу Красноокнянської
школи. В школі № 1 відбувся перший випуск після закінчення війни в 1947 році. Школа
працювала в три зміни, бо у шкільному приміщенні розмістився весь апарат
районного виконкому. У денній школі було по 30-35 учнів. У вечірній — по 30-40.
Навчалася не тільки працююча молодь, а й люди старшого віку (40-річні), В 50-ті роки відкрилась заочна школа.
В 1960—1970 роках відчувалась
політика русифікації. Двічі школи об'єднували і роз'єднували. З 1980 року
існувала одна школа з паралельним навчанням в українських і російських класах. При
школах створювались виробничі бригади, що допомагали відповідним колгоспам. За
рахунок зароблених грошей, учні відправлялись у міста Радянського Союзу з
туристичними подорожами.
У 1981 році збудовано приміщення нової школи (приміщення нинішнього Красноокнянського НВК). Навчання розпочали за кабінетною системою. Оснащення класів відповідало вимогам навчальних програм. В достатній кількості було технічних засобів: телевізорів, програвачів, кінескопів. Всі класи мали радіозв'язок із кабінетом директора (Мельничуком Л. М., теж випускник школи, ветеран війни). Прекрасно обладнані два спортивні зали та майстерні по металу і дереву. Діяв кабінет зі швейного майстерства, де учениці мали можливість набути знання з ведення домашнього господарства (10 швейних машин).
Дирекція школи намагалася раціонально
використати всю площу шкільного приміщення. Коридори, вестибюль слугували
своєрідним виставочним павільйоном, де щорічно в час збирання врожаю
організовувалась виставка сільськогосподарських культур. Красноокнянська школа
була своєрідним методичним центром освітньої роботи району протягом 1970—1980
років. Тут працювали районні метод- об'єднання і школи передового досвіду: російської мови і літератури (керівник, вчитель, відмінник народної освіти
Седлачек Євгенія Омельянівна), української мови і літератури (керівник — учитель, відмінник народної освіти Штутман Ольга Герасимівна), математики — вчитель, відмінник народної освіти Мельничук Олександра Опанасівна, фізики — завуч школи, відмінник народної освіти Юрченко Галина Броніславівна, історії та суспільствознавства — відмінник народної освіти Біла Наталя Матвіївна.
Провідниками педагогічних колективів на цьому шляху завжди були люди — педагоги від бога, які сумлінно виконували доручену їх справу. Серед них керівники шкіл у 20-40 роках: Урсул Дмитро Тимофійович, Рачинська Валентина Іванівна, Колтман Юлій Борисович, Дибська Ольга Василівна, Штутман Борис Борисович, Швець Анатолій Якович (школа № 2), Ходзінський Михайло Іванович, Швець Микола Якович (вечірня школа), Бондаренко Любов Гордіївна, Біла Наталя Матвіївна (школа № 2), Седлачек Євгенія Омельянівна (школа № 2), Мельничук Леонід Максимович, Гаманюк Василь Миколайович, Міхеєнко Борис Сергійович, Прачук Павло Володимирович, Островська Валентина Степанівна (директор Красноокнянського НВК сьогодні).
В районі функціонують 20 загальноосвітніх закладів в яких навчається в 174 класах 2224 учня:
— аграрний ліцей в селі Малаївці;
— НВК (гімназія-ЗОШ) в смт Окни;
— 12 НВК (загальноосвітня школа-дошкільний навчальний заклад), в тому числі: 4 НВК (загальноосвітня школа І-III ступенів-дошкільний навчальний заклад), 5 НВК (загальноосвітня школа І-ІІ ступенів-дошкільний навчальний заклад) і 3 НВК (загальноосвітня школа І ступеня-дошкільний навчальний заклад);
— 1 — загальноосвітня школа І-ІІ ступенів,
— 5 загальноосвітніх шкіл — І-III ступенів.
На сьогодні в районі забезпечено роботу 8 дошкільних навчальних закладів комунальної власності сільських та селищної рад та 12 дошкільних навчальних закладів у складі НВК. Дошкільною освітою охоплено 799 дітей дошкільного віку.
Діє 2 позашкільних заклади: БДЮТ — 880 вихованців, ДЮСШ — 492 вихованців.
Крім того, функціонує Красноокнянське відділення "Державний навчальний заклад «Фрунзівський професійний ліцей», в якому навчається 132 учня.
Кадрова політика здійснюється планово і сприяє позитивним зрушенням у роботі освітянської галузі. Із 419 педагогічних працівників, які працюють у навчальних закладах району, 312 — вчителів, 83 — вихователів, 24 — педагогічних працівників позашкільних навчальних закладів. З них 283 особи (68 %) мають вищу освіту, 24 особи — базову вищу (6 %), 93 особи — неповну вищу (22 %), 19 — середню освіту (5 %).

## Фізкультура і спорт
Кількість ДЮСШ — 1
Кількість команд з різних видів спорту — 59
Кількість колективів фізкультури підприємств та навчальних закладів — 38
Кількість спортивних баз — 56

## Медицина
Загальна кількість медичних установ — 29.
Медичні послуги населенню надають: Красноокнянська центральна районна лікарня, до складу якої входять 5 відділень (терапевтичне, пологове, інфекційне, хірургічне, дитяче); Красноокнянський районний центр первинної медико-санітарної допомоги, до складу якого входять — амбулаторія загальної практики сімейної медицини (АЗПСМ) с. Маяк, АЗПСМ с. Ставрово, АЗПСМ с. Чорна, АЗПСМ с. Новосамарка та 24 фельдшерських пунктів.
В 1960-х роках збудовано приміщення пологового та дитячого відділення (головний лікар Леонов Михайло Матвійович), в 1968 році приміщення поліклініки (головний лікар Вдовиченко Павло Григорович). Нині там розміщено рентгенологічне відділення. У 1967 році після закінчення медінституту до селища прибув випускник Красноокнянської СШ Скульський Володимир Іванович. 4 роки працював лікарем, 5 років заступником головного лікаря по лікувальній частині. Проявив себе хорошим спеціалістом і організатором. 1971—1985 роках — головний лікар. В 1976 році здано патолога анатомічний
корпус, приміщення для господарських потреб. З 1977 по 1982 рік проведена реконструкція опалювальної системи. В 1982 році збудована котельня (власними силами) біля терапевтичного відділення. Проведена велика робота по благоустрою території силами членів колективу та при допомозі механізованої дорожньої
колони № 6. Прокладено бетонні доріжки, східці. Завезено землю для клумб, квітників. Висаджено багато дерев, кущів троянд. Територія перетворена в справжній затишний куточок.
В 1969 році почато будівництво триповерхової районної поліклініки, яка будувалася 1 рік і 9 місяців. В поліклініці розмістилися лікарсько-діагностичні кабінети, адміністрація, відділення переливання крові, лабораторія, реабілітаційне відділення, оснащене на той час сучасною апаратурою, кабінет масажу, спортзал.

## Транспорт
Район має розгалужену систему автошляхів, що зв'язують його з іншими населеними пунктами області та республікою Молдова. Довжина автошляхів загального користування становить 241,1 км. Через територію району пролягає міжнародна траса E584 («Кропивницький—Платонове», яка зв'язує Росію, Україну, Молдову.
Залізниці через Красноокнянський район не прокладено. Найближча залізнична станція «Чубівка» знаходиться на відстані 18 км від райцентру.

## Соціальна сфера
Медичні послуги населенню надавали : Окнянська центральна районна лікарня, Маяківська та Чорнянська амбулаторія загальної практики сімейної медицини, і  26 фельдшерських- акушерських пунктів.
Культурно-просвітню роботу проводили : дитяча музична школа, Окнянський районний Будинок культури, 6 сільських Будинків культури, 22 сільських клуби, центральна районна бібліотека, районна дитяча бібліотека та 26 сільських бібліотек.
В районі діяли  18 релігійних громад. З них 6 православних та 12 протестантських. В с. Гулянка діє громада  ПЦУ, решта — православні організації відносяться до Одеської єпархії Московського патріархату. Релігійні громади католицької парафії на території району не діють.
Прихильники протестантизму в районі представлені 12-ма громадами та 3-ма напрямками: Християни Віри Євангельської(9), Свідки Ієгови(1) та Адвентисти сьомого дня(2). Громади Християн Віри Євангельської діяли  на території колишньої: Антонівської, Маяківської, Федосіївської, Цеханівської, Чорнянської сільських рад та Оокнянської селищної. Громади Адвентистів сьомого дня діяли  в :с. Новосамарка та в смт. Красні Окни, Свідки Ієгови — в с. Гулянка. В Антонівці, Гулянці, Малаївцях, Топалі, Чорній та Красних Окнах — православні церкви. Прибічники Християн Віри Євангельської села Ставрове не маючи власної організації проводять ритуальні збори в м. Подільськ.

## Пам'ятки та пам'ятники
В пам'ять про загиблих в роки Другої Світової війни створено 19 меморіалів, встановлено 27 пам'ятників і обелісків, останки загиблих поховані в 25 братських і 2 одиночних могилах.
В листопаді 2007 року в смт Красні Окни встановлено пам'ятний знак жертвам Голодомору. Впродовж 2008 року встановлено 15 пам'ятних знаків (хрестів) жертвам Голодомору в 15 населених пунктах.

## Культура та мистецтво
Культурно-просвітню роботу проводять 58 закладів культури: школа естетичного виховання в смт Окни, Окнянський районний Будинок культури, 5 сільських Будинків культури, 23 сільських клуби, центральна районна бібліотека, районна дитяча бібліотека та 26 сільських бібліотек.

## Політика
25 травня 2014 року відбулися Президентські вибори України. У межах Красноокнянського району було створено 29 виборчих дільниць. Явка на виборах складала — 50,21 % (проголосували 7 790 із 15 515 виборців). Найбільшу кількість голосів отримав Петро Порошенко — 49,72 % (3 873 виборців); Сергій Тігіпко — 14,21 % (1 107 виборців), Юлія Тимошенко — 12,57 % (979 виборців), Вадим Рабінович — 5,04 % (393 виборців), Петро Симоненко — 4,69 % (365 виборців), Олег Ляшко — 3,85 % (300 виборців). Решта кандидатів набрали меншу кількість голосів. Кількість недійсних або зіпсованих бюлетенів — 2,26 %.